# Référendum constitutionnel de 2015 en république du Congo
Un référendum constitutionnel a lieu le 25 octobre 2015 en République du Congo afin que la population se prononce sur l'adoption d'une nouvelle constitution. Cette dernière, qui permettrait au président Denis Sassou-Nguesso de se représenter pour un 3e mandat consécutif, est fortement critiquée par l'opposition congolaise, qui dénonce un « coup d'État constitutionnel ». La campagne du référendum est ainsi marquée par de nombreuses manifestations, des violences, et la répression de plusieurs opposants par le pouvoir.
Le « oui » à la nouvelle constitution l'emporte avec un peu plus de 94 % des voix favorables. Ce résultat est cependant rejeté par l'opposition, qui dénonce une tricherie et un taux de participation faussé. Il est également remis en cause à l'international, notamment par les États-Unis et la France.
La Constitution de la République du Congo de 2015 entre en vigueur le 6 novembre 2015, après sa promulgation par le président de la République, Denis Sassou-Nguesso.

## Contexte

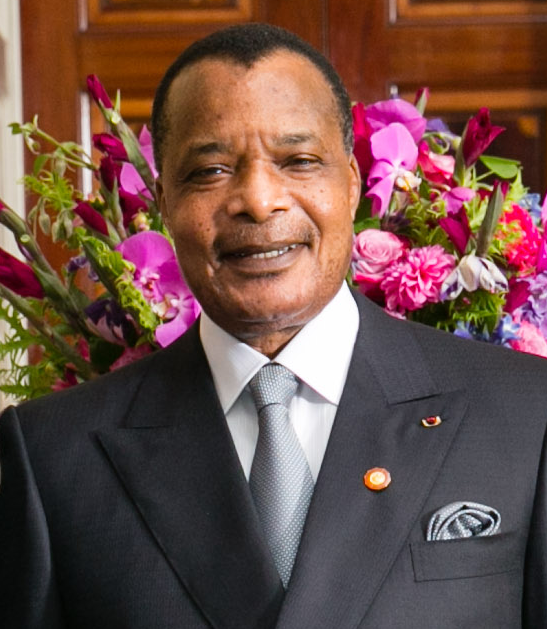
Denis Sassou Nguesso

La constitution dispose que le président de la République est élu pour un septennat, renouvelable une fois. De plus, les candidats à l'élection présidentielle doivent être âgés d'au moins quarante ans et de moins de soixante-dix ans. Ces conditions interdisent au président Denis Sassou-Nguesso, au pouvoir depuis 1997, élu en 2002 et réélu en 2009 de se représenter à l'élection présidentielle de 2016. Le 5 octobre 2015, le gouvernement de la République du Congo a annoncé la tenue d'un référendum, pour le 25 octobre, devant permettre l'adoption d'une nouvelle constitution. Le projet de constitution prévoit que le président soit élu pour un quinquennat, renouvelable deux fois. Il ne prévoit pas d'âge maximal pour se présenter. La nouvelle constitution permettrait ainsi à Denis Sassou-Nguesso de se représenter en 2016.

## Campagne

### Opposition au référendum

#### Personnalités et partis
L'opposition traditionnelle au président Denis Sassou-Nguesso rejette le projet de constitution et dénonce un « coup d'État constitutionnel ». Deux plateformes rassemblent la quasi-totalité de l'opposition à ce référendum : le Front pour l’ordre constitutionnel et l’alternance démocratique (Frocad) et l’Union pour la démocratie congolaise (UDC). Paulin Makaya, ancien collaborateur de Bernard Kolélas, se prononce lui aussi contre le projet et organise des manifestations. Pascal Tsaty Mabiala, chef du principal parti de l'opposition, l'Union panafricaine pour la démocratie sociale (UPADS), encourage les Congolais à la désobéissance civile . Marcel Makomé, du Parti libéral, menace quant à lui de faire marcher le peuple sur le Palais présidentiel si le référendum n'est pas annulé.
Parmi les opposants au référendum se trouvent aussi deux membres du gouvernement : la ministre du Commerce Claudine Munari ainsi que le ministre de la Fonction publique Guy Brice Parfait Kolélas. Ils seront tous deux limogés en août 2015. D'anciens proches collaborateurs de Denis Sassou-Nguesso rejoignent également les rangs de l'opposition en intégrant le parti Initiative pour la démocratie au Congo, dont les anciens ministres André Okombi Salissa et Charles Zacharie Bowao, le député Mabio Mavoungou-Zinga, ou encore le neveu du président, Serge Blanchard Oba (en). Le général Jean-Marie Mokoko, conseiller du président, exprime lui aussi son opposition au référendum, ce qui lui vaut une convocation de la part du Ministre de la Défense, Charles Richard Mondjo, ainsi que des menaces d'émissaires du régime.

#### Manifestations et répressions
Le 27 septembre 2015, une grande manifestation est organisée à Brazzaville par le Frocad et l'UDC. Dénonçant un « coup d'État constitutionnel » de la part du président, ils veulent ainsi signifier leur rejet du projet de constitution. Cette manifestation, qui réunie plusieurs dizaines de milliers de personnes, est alors la plus importante organisée par l'opposition depuis 1997. Aux cris de « Sassoufit ! », « Non au coup d’État constitutionnel ! » et « Non au troisième mandat ! », les manifestants signifient leur opposition à la tenue du référendum et au fait que Denis Sassou-Nguesso, qui cumule alors plus de 30 ans au pouvoir, puisse se représenter pour un 3e mandat consécutif,. 
D'autres manifestations plus petites se tiennent par la suite. L'association Ras-le-bol organise ainsi une marche pacifique à Brazzaville le 9 octobre. Cette dernière est cependant rapidement dispersée par la police avec du gaz lacrymogène, et ses participants sont arrêtés.
L'opposition investit également les réseaux sociaux, et notamment Twitter, avec le hashtag #Sassoufit. Le 19 octobre, les réseaux internet et SMS sont cependant coupés sur l'ensemble du territoire, ainsi que la diffusion des programmes de Radio France internationale (RFI). Le gouvernement nie cependant toute responsabilité, pointant du doigt la fragilité de ces réseaux face à un engorgement important.
Le 20 octobre 2015, à quelques jours du référendum, de violents heurts se produisent à Brazzaville et Pointe-Noire entre policiers et manifestants, faisant 4 morts et 10 blessés. Plusieurs organisations internationales dénoncent la répression de manifestants pacifistes par les forces de l'ordre, dont la Fédération internationale pour les droits humains (FIDH) et l’Observatoire congolais des droits de l'homme (OCDH), qui estiment que : « Les autorités congolaises font régner un climat de peur et de répression accrues en procédant à des arrestations massives et en recourant à la violence pour empêcher les Congolais de s’exprimer, de manifester librement et pacifiquement et d’être informés ».
Le 21 octobre, plusieurs membres de l'opposition sont brièvement arrêtés, dont 6 cadres du Front républicain pour le respect constitutionnel et l'alternance démocratique (Frocad), parmi eux Clément Mierassa et Marion Michel Mandzimba Ehouango (tous deux ex-candidats à l'élection présidentielle de 2009). 

### Soutien au référendum

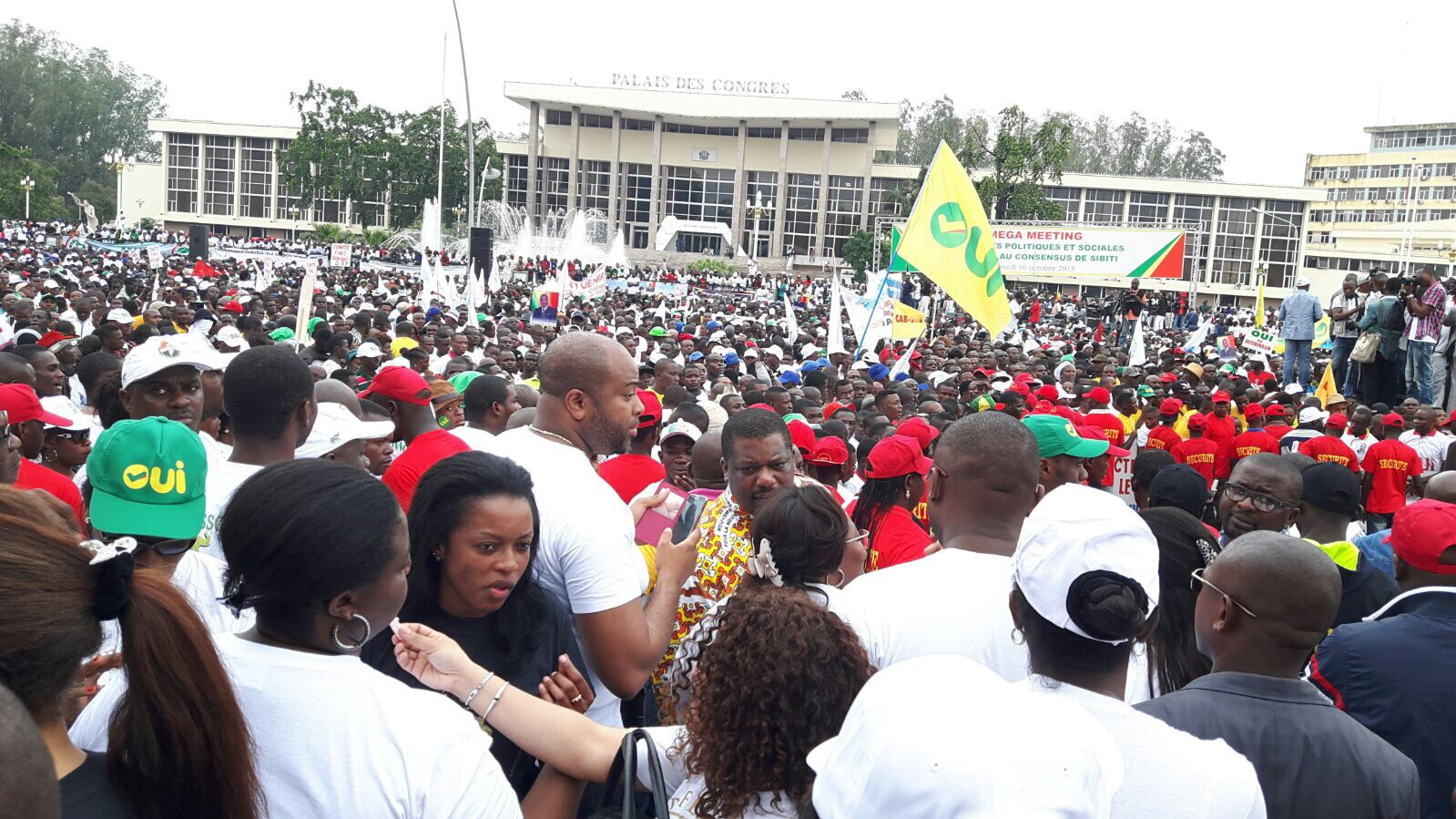
Manifestation en faveur du « oui » devant le Palais des Congrès (Brazzaville) le 10 octobre 2015

En réponse aux manifestations de l'opposition, des contres-manifestations sont organisées à l'appel du pouvoir par les partisans du référendum. Le 10 octobre 2015 est notamment organisée une grande manifestation de soutien sur le boulevard des Armées à Brazzaville, à l'endroit même où la manifestation de l'opposition avait eu lieu le 27 septembre. Le slogan « Sassoui » est scandé pour contrer le « Sassoufit » des opposants. Les manifestants portent des banderoles et t-shirts avec les inscriptions « Allons aux urnes », « Oui au changement de constitution » ou « Oui pour une nouvelle République »,.
Le hashtag #Sassoui est également utilisé sur Twitter à partir de fin septembre, produisant une « guerre des hashtags » contre #Sassoufit.

### Tentatives de médiation
Une tentative de médiation par deux anciens candidats à l'élection présidentielle au siège du PNUD, et une autre par Anatole Milandou, archevêque de Brazzaville n'ont pas réussi. Un dernier essai, le samedi 24 octobre au soir, sous l'égide de l'envoyé des Nations unies a été avorté.

### Réactions internationales
Le président français François Hollande déclare le 21 octobre, lors d'une conférence de presse, que Denis Sassou-Nguesso a « le droit de consulter son peuple ». Cette déclaration provoque l'émotion de la presse africaine, qui dénonce le soutien complice du président français envers son homologue congolais. Le 22 octobre, l’Élysée publie un communiqué de presse dénonçant les violences et répressions d'opposants, tout en réclamant des « conditions de transparence incontestables ».
Les États-Unis expriment en octobre 2015 leur inquiétude face au projet de changement de constitution. Sarah Sewall, sous-secrétaire d'État à la Société civile, la démocratie et les droits de l’homme, déclare notamment : « La Constitution proposée a été rédigée à huis clos, elle a bénéficié d’observations extrêmement limitées de la part du public et elle n’a pas été largement disponible aux électeurs pour examen pendant la campagne ». Elle condamne également l'arrestation d'opposants et les tirs à balles réelles sur les manifestants.

## Résultats
| Choix                     | Votes     | %     |
| ------------------------- | --------- | ----- |
| Pour                      | 1 223 940 | 94,32 |
| Contre                    | 73 648    | 5,68  |
|                           |           |       |
| Votes valides             | 1 297 588 | 98,25 |
| Votes blancs et invalides | 23 069    | 1,75  |
| Total                     | 1 320 657 | 100   |
| Abstention                | 535 135   | 28,84 |
| Inscrits/Participation    | 1 855 792 | 71,16 |

## Analyse
Les résultats officiels donnent une écrasante majorité au « Oui », avec une participation de 72 %. Cependant, plusieurs médias rapportent que l'affluence électorale semble avoir été faible. L'opposition en conteste en outre les résultats, dénonçant une « tricherie ».

## Répercussions

### Répression des opposants
Après le référendum, une vague d'arrestations se produit en novembre 2015 contre les opposants à la nouvelle constitution. Onze proches de l'ancien ministre André Okombi Salissa sont ainsi arrêtés. L'opposant Paulin Makaya est également emprisonné et condamné à 2 ans de prison pour avoir organisé une manifestation non-déclarée en octobre 2015. Amnesty International demandera plus tard sa libération, le considérant comme un « prisonnier d'opinion ».
En décembre 2015, la Fédération internationale des ligues des droits de l'homme (FIDH) exprime, dans un communiqué, ses « vives inquiétudes » face aux arrestations et intimidations visant les opposants à la nouvelle constitution.

### Réactions internationales
La France, par le biais d'un communiqué de l'Élysée, annonce ne pas reconnaître le résultat de ce référendum, indiquant que ses conditions d'organisation « ne permettent pas d’en apprécier le résultat, notamment en termes de participation ».
Les États-Unis, via un communiqué du département d'État, expriment quant à eux leur déception face à la manière dont s'est tenue ce référendum, estimant que « la crédibilité du référendum a été altérée par la violence, l’intimidation et de graves restrictions des libertés fondamentales ».